# Bridges: A Jewish Feminist Journal
Bridges: A Jewish Feminist Journal fue una revista feminista escrita por mujeres judías publicada en los Estados Unidos entre 1990 y 2011. Publicaba ensayos académicos, poesía, artículos de  ficción, debates culturales y temas de política escritos por mujeres judías de todo el mundo. Con una orientación de izquierda, se dedicó fundamentalmente a temas del movimiento feminista  y temas LGBT.

## Historia
La revista comenzó en 1990 cuando varias miembros del grupo de trabajo feminista de la Nueva Agenda Judía propusieron expandir el boletín del grupo de trabajo en una revista.
Fue un proyecto hecho por, para y sobre feministas judías. Fue un espacio de colaboración en donde visibilizar la producción cultural feminista judía de finales del siglo XX.
Bridges se publicó dos veces al año desde 1990 hasta 2011 y aparecieron un total de 31 números. En ella se presentaba el trabajo de diversas autoras feministas judías. Allí publicaron, entre otras, Melanie Kaye/Kantrowitz,  Yavilah McCoy, Miri Hunter Haruach,  Jyl Lyn Felman, Lenore Weiss, Willa Schneberg, Frances Payne Adler, Susannah Heschel, Elana Dykewomon, Alicia Ostriker, Adrienne Rich, Elly Bulkin,   Clare Kinberg, Carol Anshien, Rita Arditti  y Ruth Atkin.
Bridges apoyaba un movimiento feminista multiétnico. Buscaba  integrar el análisis de racismo y clasismo en el pensamiento judeo-feminista. La revista se ocupaba también de temas como el  feminismo lésbico, la  literatura lésbica,  el lesbianismo y los derechos LGBT, el cuidado de la salud, el cuidado de los padres, las mujeres judías de color. Desde el punto de vista político, estaba arraigada en el diasporismo, pues veía  al hogar judío en cualquier parte del mundo donde hubiera judíos viviendo.
Su consejo de redacción llevaba una política del trabajo de identidad feminista lesbiana al desarrollo social y cultural de la pertenencia a la diáspora judía. Rápidamente Bridges se convirtió en un espacio para la exploración y el apoyo de la diversidad de las mujeres judías en el mundo.
En la declaración de la misión de la revista, se comprometían a "integrar el análisis de clase y etnia en el pensamiento judío-feminista y en ser una participante específicamente judía en el movimiento feminista multiétnico".
Bridges fue una revista comprometida con el fomento de los valores judíos de justicia social y Tikkun Olam, concepto judío que significa "reparar el mundo" en hebreo. Se llamaba "Bridges" (puentes en inglés) porque buscaba tender un puente entre las diferentes identidades judías y el activismo.
Bridges publicaba comentarios, debates sobre política y cultura, ensayos académicos, ficción y poesía, arte visual, gráficos, fotografía y material de archivo, incluyendo historias orales, entrevistas, diarios y cartas. Reunía valores judíos tradicionales  con las ideas perfeccionadas por los movimientos feminista, lésbico y gay. Proporcionaba un lugar en el que judías, feministas y activistas podían intercambiar ideas y profundizar en la comprensión de la relación entre las identidades judías y el activismo político.
La revista surgió en la superposición del feminismo de finales del siglo XX con la izquierda judía. Sus números ofrecían representaciones de la identidad, la cultura, la historia y la política feminista judía. Bridges visibilizaba los márgenes, el mundo de las mujeres judías lesbianas, de izquierda, de clase trabajadora, de la diáspora, no blancas y no tradicionales, unidas por el diálogo  y el compromiso crítico.
En 2011 publicó su último número.